# Meoneura amurensis
Meoneura amurensis (лат.) — вид двукрылых насекомых рода Meoneura из семейства Carnidae. Россия Дальний Восток (Амурская область: Зея; 127,2 в. д., 53,8 с. ш.).

## Описание
Мелкие мухи, длина около 1 мм, голова и грудь чёрные, лоб тёмно-коричневый или чёрный, цвет крыльев — коричневый. Глаза округлые. От близкого вида Meoneura vagans (Европа и Северная Америка) отличается строением гениталий самцов и цветом крыльев (у M. vagans они беловатые). Щетинки головы тёмные. Крыло с короткой dm ячейкой. У самок развиты крылья и 1-5 стерниты брюшка. Ячейки cup и жилка A1+CuA2 отсутствуют. Вид был впервые описан в 1986 году российским диптерологом А. Л. Озеровым по материалам из Зейского государственного заповедника. Название M. amurensis дано по имени области обнаружения типовой серии.